# Nagel (Niemcy)
Nagel – miejscowość i gmina w Niemczech, w kraju związkowym Bawaria, w rejencji Górna Frankonia, w regionie Oberfranken-Ost, w powiecie Wunsiedel im Fichtelgebirge, wchodzi w skład wspólnoty administracyjnej Tröstau. Leży w Smreczanach.
Gmina położona jest 9 km na południowy zachód od Wunsiedel, 35 km na południe od Hof i 21 km na północny wschód od Bayreuth.

## Dzielnice
W skład gminy wchodzą następujące dzielnice: Nagel, Reichenbach, Hohenbrand, Wurmloh, Mühlbühl, Lochbühl i Ölbühl.

## Historia
Nagel pojawił się po raz pierwszy ok. roku 1200 w zapiskach Klasztoru Reichenbach am Regen. W XIII w. miejscowość należała do Królestwa Bawarii, w 1329 w posiadanie przeszła palatyńska linia Wittelsbachów. Gminę Nagel podzielono na dwie części w 1536. Większa część należała do Bawarii, mniejsza (wraz z Reichenbachem) do Księstwa Bayreuth. W 1803 cała gmina przeszła pod władania pruskiego Księstwa Bayreuth, by w 1810 powrócić do Bawarii.

## Polityka
Wójtem jest Theo Bauer (CSU). Rada gminy składa się z 15 członków:
|      | CSU | SPD | Chrześcijański Związek Wyborców | Razem     |
| 2002 | 8   | 4   | 3                               | 15 miejsc |